# Stilelibero

Stilelibero est un album de musique d'Eros Ramazzotti sorti en 2000.

## Titres
| No  | Titre                   | Durée |
| --- | ----------------------- | ----- |
| 1.  | L'ombra del gigante     |       |
| 2.  | Fuoco nel fuoco         |       |
| 3.  | Lo spirito degli alberi |       |
| 4.  | Un angelo non è         |       |
| 5.  | L'aquila e il condor    |       |
| 6.  | Più che puoi            |       |
| 7.  | Il mio amore per te     |       |
| 8.  | E ancor mi chiedo       |       |
| 9.  | Improvvisa luce ad Est  |       |
| 10. | Nell'azzurrità          |       |
| 11. | Amica donna mia         |       |
| 12. | Per me per sempre       |       |